# Ksenija Kovalenko
Ksenija Poznjak Kovalenko (Bereza, 21 novembre 1986) è una pallavolista azera.
Gioca nel ruolo di centrale nel Leningradka.

## Carriera
La carriera di Ksenija Kovalenko inizia nel 2003, tra le file dell'Azərreyl Voleybol Klubu, con cui vince cinque Superliqa (pallavolo femminile)campionati azeri in sei stagioni. Nel 2004 ottiene la sua prima convocazione in nazionale e nel 2005 raggiunge il quarto posto al campionato europeo.
Nel 2009 cambia squadra, andando a giocare nella Lokomotiv Bakı Voleybol Klubu, con cui disputa la finale di campionato, perdendo contro il Rabitə Bakı Voleybol Klubu. Nella stagione 2011-12 viene ingaggiata dalla squadra italiana del Parma Volley Girls, in Serie A1.
Rientra in patria per la stagione 2012-13, saltando tuttavia la prima parte di campionato per infortunio, prima di rientrare in campo nel gennaio 2013 con l'Azərreyl Voleybol Klubu. Nella stagione seguente viene invece ingaggiata dall'Azəryol Voleybol Klubu, dove resta per due annate.
Nel campionato 2015-16 fa ritorno all'Azərreyl Voleybol Klubu, vincendo ancora uno scudetto; con la nazionale si aggiudica la medaglia d'oro all'European League 2016. A metà annata 2016-17 viene ingaggiata dal Beşiktaş, nella Sultanlar Ligi turca, mentre nella stagione successiva si accasa al Leningradka, nella Superliga russa.

## Palmarès

### Club
- Campionato azero: 6

2003-04, 2004-05, 2005-06, 2006-07, 2007-08, 2015-16

### Nazionale (competizioni minori)
- European League 2016

### Premi individuali
- 2009 - Superliqa azera: Miglior muro
- 2010 - Coppa dell'Azerbaigian: Miglior muro
- 2010 - Superliqa azera: Miglior muro
- 2015 - Superliqa azera: Miglior muro